# Sven Collin
Sven Collin, född 2 december 1703 i Söderköping, död 20 mars 1766 i Linköping, var en svensk präst och lektor.

## Biografi
Collin föddes 2 december 1703 i Söderköping. Han var son till prosten Constans Collin. Collin blev 1723 student vid Uppsala universitet. Han blev filosofie magister 19 juni 1731. Den 22 januari 1735 blev Collin konrektor vid Linköpings trivialskola. 23 februari 1737 blev han rektor. 1739 blev han lektor i latin. Collin prästvigdes 9 juli 1740. Han blev 1742 lektor i filosofi. 1758 var han preses vid prästmöteet. 1763 blev Collin kontraktsprost över Ydre kontrakt. Collin avled 20 mars 1766 i Linköping.

### Familj
Collin gifte sig första gången 25 april 1738 med Christina Millberg (1707.-1758). Hon var dotter till en kyrkoherde i Törnevalla. De fick tillsammans dottern Maria Elisabeth.
Collin gifte sig andra gången 23 mars 1760 med Maria Elisabeth Montgomery (1732-1811). Hon var dotter till ryttmästaren Carl Gustaf Mongomery och Anna Maria Victorin. De fick tillsammans barnen Carl Constans (1761-1841), Maria Rebecka (1762-1763), Sven och Johan Gustaf (1766-1816).